# Zračna luka Gatokae
Zračna luka Gatokae (IATA: GTA, ICAO: AGOK) je zračna luka u Salomonskim Otocima, na otoku Gatokaeu.